# Low Rider (singel)
Low Rider – piosenka amerykańskiego zespołu muzycznego War wydana w 1975 roku, singel z albumu „Why Can’t We Be Friends?”. Singel osiągnął pierwszą pozycję na liście przebojów Billboard R&B, siódmą pozycję na liście Billboard Hot 100 oraz szóstą pozycję na liście Canada Top Singles magazynu RPM.

## Pozycje na listach przebojów
| Lista (1975–1976)               | Pozycja |
| ------------------------------- | ------- |
| Canada Top Singles (RPM)        | 6       |
| UK Singles Chart (OCC)          | 12      |
| US Hot Soul Singles (Billboard) | 1       |
| US Billboard Hot 100            | 7       |

## Utwór w kulturze popularnej
Utwór „Low Rider” pojawił się jako ścieżka dźwiękowa do filmów Roboty, Uczniowska balanga, Piątek, Rozpruci na śmierć, Paulie – gadający ptak, 21 gramów, Niezwykłe życie Timothy’ego Greena, 60 sekund, Wielki biały ninja, Stażyści, Obłędny rycerz, The Original Latin Kings of Comedy, Barwy, Z dymkiem, Ponad światem, Cziłała z Beverly Hills, Podręcznik młodego truciciela, Więzy krwi i Eliksir miłości, a także ukazał się w serialach telewizyjnych takich jak Głowa rodziny, Simpsonowie, Skandal, Shameless – Niepokorni, Wyklęci, Beverly Hills, 90210, Friday Night Lights i George Lopez.